# Pniewka
Pniewka – struga w północno-zachodniej Polsce, w woj. zachodniopomorskim; prawobrzeżny dopływ rzeki Pniewy.
Pniewka bierze swoje źródła na północ od wsi Stara Dobrzyca w gminie Resko, skąd płynie na północny zachód pośród terenów leśnych. Za przysiółkiem śródleśnym Stołążek biegnie w kierunku zachodnim i odbija na północ. Płynąc dalej na północ po Równinie Gryfickiej łączy się szeregiem mniejszych cieków wodnych. W okolicach przysiółka Ostrobodno, biegnie na północny zachód i za przysiółkiem wpada do prawego brzegu Pniewy.
Nazwę Pniewka wprowadzono urzędowo w 1948 roku, zastępując poprzednią niemiecką nazwę Pinnower Bach.